# Abborrtjärnen (Borgsjö socken, Medelpad, 692241-148979)
Abborrtjärnen är en sjö i Ånge kommun i Medelpad som ingår i Ljungans huvudavrinningsområde.